# 관양고등학교
관양고등학교(冠陽高等學校)는 대한민국 경기도 안양시 동안구 관양동에 있는 공립 고등학교이다.

## 학교 연혁
- 2002년 1월 14일 : 설립인가(3년제 35학급)
- 2002년 3월 1일 : 관양고등학교 개교
- 2002년 3월 1일 : 초대 정형남 교장 취임
- 2002년 3월 6일 : 2002학년도 제1회 입학식(15학급 520명)
- 2005년 2월 4일 : 제1회 졸업 (15학급 509명)
- 2023년 9월 1일 : 제6대 김월섭 교장 취임
- 2024년 1월 3일 : 제20회 졸업식(12학급 278명, 졸업생 누계 8,545명)
- 2024년 3월 4일 : 제23회 입학식(12학급 322명)

## 참고 자료
- 관양고등학교 - 한국교육학술정보원 학교알리미